# François Claude Perroy
 (juin 2025).
François Claude Perroy est un homme politique français né le 18 septembre 1751 à Saint-Germain-Lespinasse (Loire) et décédé le 21 janvier 1830 au même lieu.

## Biographie
Issu d'une famille d'hommes de loi établie depuis 1447 à Saint-Germain- Lespinasse, il est le fils de Jean-Baptiste Perroy (1712-1752), avocat au Parlement et d'Anne Vallet-Cathelot. Il épouse en 1780, Françoise Christine Verchère de Reffye.
Homme de loi, il est élu député de la Loire au Conseil des Cinq-Cents le 25 germinal an VII. Rallié au coup d'État du 18 Brumaire, il devient président du tribunal de Roanne et conseiller d'arrondissement.
Il meurt le 21 janvier 1830 et est enterré au cimetière de Saint-Germain-Lespinasse. 

## Sources
- « François Claude Perroy », dans Adolphe Robert et Gaston Cougny, Dictionnaire des parlementaires français, Edgar Bourloton, 1889-1891 [détail de l’édition]